# Vindula vanroeseli
Vindula vanroeseli är en fjärilsart som beskrevs av Jurriaanse och Volbeda 1923. Vindula vanroeseli ingår i släktet Vindula och familjen praktfjärilar. Inga underarter finns listade i Catalogue of Life.